# Saturday Music Express
Saturday Music Express（サタデーミュージックエクスプレス）は、2006年10月7日から和歌山放送で放送されているラジオ番組である。
2010年10月9日に放送200回目を、2011年12月17日に300回目を迎えた。

## 放送時間
毎週土曜日　16:00 - 17:00(2016年4月2日〜)
幾度も放送時間変更を繰り返している。
特別番組放送時は時間が変更される。
- 14:45〜16:40(2014年4月〜2016年3月26日)
- 14:45〜16:55(2011年10月〜2014年3月)
- 14:45〜16:45(2010年4月〜2011年9月)
- 14:45〜16:30(2009年4月〜2010年3月)
- 14:45〜16:45(2008年10月〜2009年3月)
- 14:45〜16:30(2008年4月〜2008年9月)
- 15:00〜16:30(2006年10月〜2008年3月)

## DJ
- 土山和子

元和歌山放送アナウンサーで、その後FM802などのDJを務めた。

## コーナー
ニュースや気象情報などの定時コーナーは設けられていないが、気象警報発令時や交通機関の乱れなどが発生した時は、随時その情報を挿入する。
ランキングカウントダウン
この番組の核となる企画。県内のCDショップの売り上げなどを参考にした、番組独自のランキングをカウントダウンしていく。トップテンは全てオンエアするが、11-20位は曲名のみ紹介し、ピックアップした1曲だけをフルオンエアする。
クイズ
15時の時報明けすぐに行われる。現在は、『もしもピアノが弾けたなら』。土山がおもちゃのピアノで生演奏している曲を当てる。過去にはハンドベルや木琴で演奏していた。
注目の新曲
DJ注目の新曲を、洋邦問わずオンエアする。
NEW WAVE（番組初期は独立番組だった）
ひみつのカヴァーランド
寺門秀介アナウンサーによるオープニングののち、知られざるカヴァーナンバーを紹介する。